# Аламовци
Аламовци (болг. Аламовци) — село в Болгарии. Находится в Смолянской области, входит в общину Златоград. Население составляет 306 человек.

## Политическая ситуация
В местном кметстве Аламовци, в состав которого входит Аламовци, должность кмета (старосты) исполняет Митко Милков Баткаджов (Национальное движение «Симеон Второй» (НДСВ)) по результатам выборов.
Кмет (мэр) общины Златоград — Мирослав Митков Янчев (Граждане за европейское развитие Болгарии (ГЕРБ)) по результатам выборов 2007 и 2011 годов в правление общины.